# 성지중학교 (경기)
성지중학교 (盛志中學校)는 대한민국 경기도 용인시 기흥구 구갈동에 있는 공립 중학교이다.

## 학교 연혁
- 2005년 3월 1일 : 성지중학교 개교
- 2005년 3월 1일 : 초대 강장수 교장 취임
- 2005년 9월 9일 : 성지중학교 설치(30학급)
- 2023년 9월 1일 : 제7대 김성태 교장 취임
- 2023년 1월 4일 : 제18회 240명 졸업(졸업생 총 4,966명)
- 2024년 3월 4일 : 1학년 297명 입학

## 참고 자료
- 성지중학교 - 한국교육학술정보원 학교알리미